# Priepasné
Priepasné (Hongaars: Hosszúhegy) is een Slowaakse gemeente in de regio Trenčín, en maakt deel uit van het district Myjava.
Priepasné telt 373 inwoners.